# Robigus
Dans la mythologie romaine, Robigus (souvent associé à sa sœur Robiga) était le dieu des cultures céréalières et de la gelée. Son culte était censé épargner les champs de la nielle (maladie de la rouille).
Les Romains fêtaient ce dieu le 25 avril lors des Robigalia au cours desquelles on procédait au sacrifice d'un chien (en rapport avec la constellation du Grand Chien) ou d'une bête de couleur fauve pour épargner les champs de blé.